# Pradines (Lot)
Pradines (okzitanisch Pradinas) ist eine französische Gemeinde im Département Lot in der Region Okzitanien. Die 3600 Einwohner (Stand: 1. Januar 2022) zählende Gemeinde gehört zum Arrondissement Cahors und zum Kanton Cahors-1.

## Geografie
Pradines liegt am südwestlichen Rand des Zentralmassivs an mehreren Schleifen des Flusses Lot. Die Flussschleifen werden durch den westlichen Rand der Cevennen erzwungen. Umgeben wird Pradines von den Nachbargemeinden Mercuès im Norden, Cahors im Osten, Trespoux-Rassiels im Süden, Saint-Vincent-Rive-d’Olt im Südwesten sowie Douelle im Westen.

## Bevölkerungsentwicklung
| 1962 | 1968 | 1975 | 1982 | 1990 | 1999 | 2006 | 2017 |
| ---- | ---- | ---- | ---- | ---- | ---- | ---- | ---- |
| 602  | 703  | 1206 | 2307 | 2941 | 3125 | 3131 | 3467 |

## Sehenswürdigkeiten
- Kirche Saint-Martial, im 11. und 12. Jahrhundert auf den Fundamenten eines anderen Kirchgebäudes errichtet
- Kirche Saint-Blaise in der Ortschaft Flottes
- Kirche Saint-Sébastien in der Ortschaft Flaynac
- Kirche Saint-Croix in der Ortschaft Labéraudie

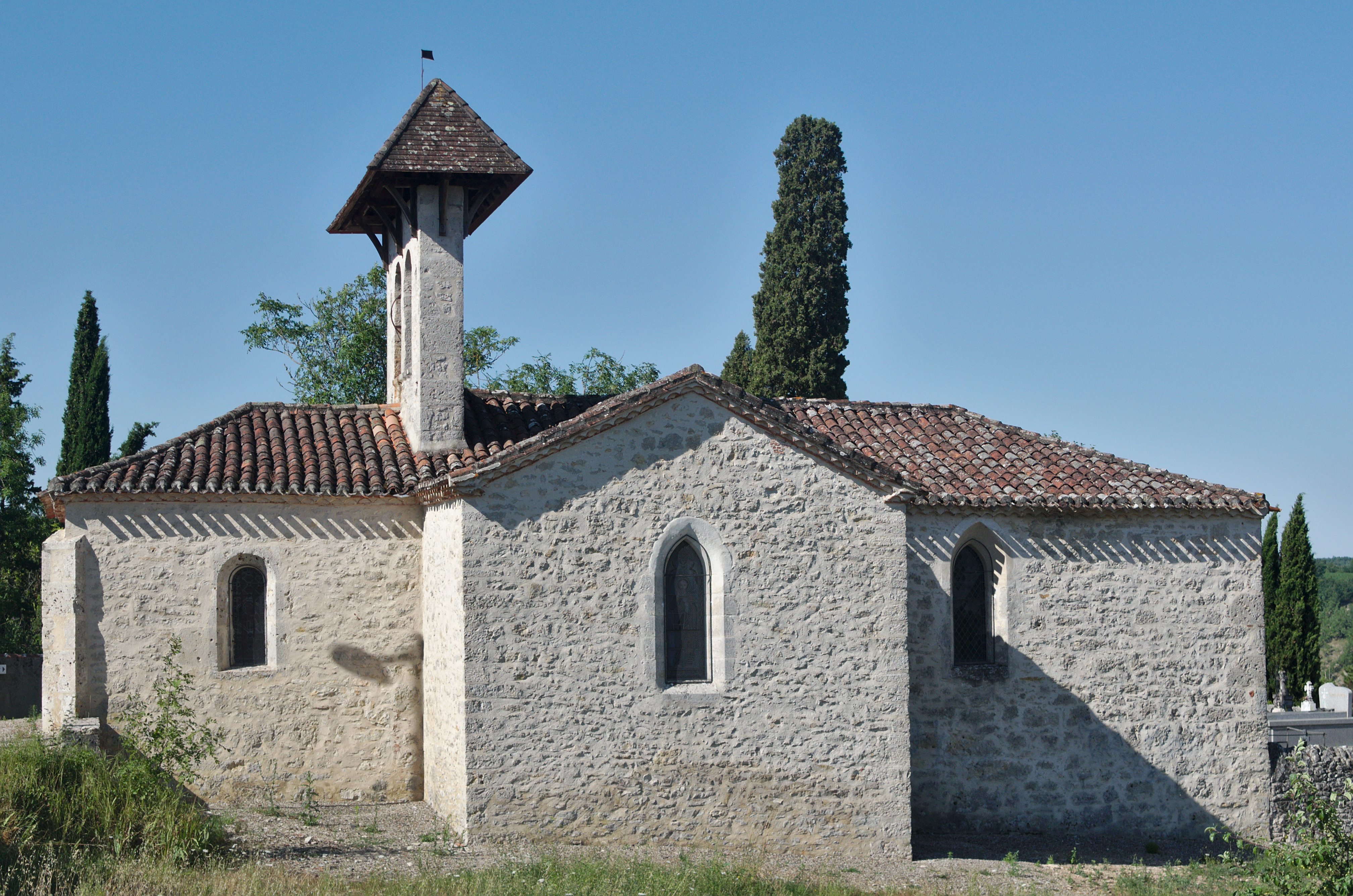
Kirche Saint-Blaise

## Persönlichkeit
- Marcelle Capy, Pazifistin und Feministin. Capys Familie stammt aus Pradines und sie ist dort gestorben und begraben.